# هاري بويز
هاري بويز (بالإنجليزية: Harry Boyes)‏ هو لاعب اتحاد الرغبي جنوب أفريقي، ولد في 12 مارس 1868، وتوفي في 26 أكتوبر 1892 في كيمبرلي في جنوب أفريقيا.